# Abraxas (bande dessinée)
Pour les articles homonymes, voir Abraxas.
Abraxas est une série de bande dessinée fantastique française, créée par le dessinateur Alfred et le scénariste Éric Corbeyran et publiée de 2000 à 2001 par Delcourt dans la collection « Conquistador ».
Cette série est terminée.

## Synopsis
Saturnin, apprenti magicien, arrive à Abraxas, où une pluie acide fait des ravages et où d'horribles crimes sont commis. Installé à l'auberge du Brouet Sapide, il entend parler du grand Mordhom, roi de l'illusion et maître en sorcellerie, dont il voudrait devenir l'élève. Avant de le rencontrer, il se rend dans le cimetière de la ville où il croit sa mère enterrée, mais à sa grande surprise, son nom ne figure sur aucune tombe…

## Albums
- Abraxas, Delcourt, coll. « Conquistador » :

1. Le Brouet sapide, 2000  (ISBN 2-84055-430-5)[1].
2. Le Rideau gris, 2001  (ISBN 2-84055-536-0).